# Gudvangatunneln
Gudvangatunneln (norska: Gudvangatunnelen) är en vägtunnel i Vestland fylke i sydvästra Norge som förbinder Gudvangen med Undredal. Tunneln är en del av Europaväg 16. Den är med en längd på 11 428 m Norges tredje längsta vägtunnel. Genombrottet skedde den 7 september 1990 och tunneln öppnades för trafik den 17 december 1991. Den var den längsta tunneln i landet, fram tills att Lærdalstunneln öppnades 2000. Av den 51,5 km långa vägsträckan, från Gudvangatunnelns mynning vid Gudvangen i väster  via Flenjatunneln till Lærdalstunnelns mynning i öster, ligger 43,0 km under jord.

## Branden 2013
I augusti 2013 utbröt en brand i en lastbil 2–3 km från Undredal-sidan. Runt 70 personer fick föras till sjukhus.